# Luigi Filosa
Luigi Filosa (Cosenza, 17 aprile 1897 – Cosenza, 18 ottobre 1981) è stato un avvocato e politico italiano.

## Biografia
Interventista di sinistra seguì Mussolini fin dal 1915. Fu ufficiale durante la Grande Guerra.

### Nel fascismo
Fu fra i fondatori del PNF calabrese insieme a Michele Bianchi, e divenne federale di Cosenza. Di orientamento repubblicano e rivoluzionario, venne espulso dal partito dopo la Marcia su Roma. Divenne cospiratore clandestino in associazione alle cellule comuniste, subì una diffida a causa del tentativo di ricostituire, insieme col repubblicano Federigo Adami, l'associazione combattentistica antifascista Italia libera e fu infine arrestato, condannato al carcere e nel 1931 assegnato al confino per tre anni, prima a Montefusco e poi a Vietri sul Mare. Continuò comunque l’attività antifascista e si unì alla cospirazione comunista, arrivando addirittura a difendere degli antifascisti in tribunale, come il bordighista La Camera.
Si iscrisse di nuovo al PNF nel febbraio 1943, poco prima della caduta del regime, propugnando l'alleanza fra l'Italia proletaria e la Russia sovietica. All'arrivo degli angloamericani tentò di organizzare una resistenza militare fascista sotto l'insegna delle "Guardie ai Labari" del principe Valerio Pignatelli. Fra le azioni più significative del gruppo vi furono attentati dinamitardi, furti di armi e attività di danneggiamento di caterpillar degli Alleati, soprattutto nella zona de La Sila. Individuato dai servizi dell'AMGOT tentò di raggiungere i territori della Repubblica Sociale Italiana, ma fu arrestato e condannato a 8 anni di prigione per "attività clandestina armata". Fu liberato nel 1946 dall'amnistia Togliatti.

### Nel dopoguerra
Fondò il Movimento Sociale Italiano in Calabria, nelle cui liste fu eletto deputato alle elezioni politiche del 1948.
Filosa restò deputato fino al giugno 1949. Aveva infatti fatto ricorso il primo dei non eletti nella circoscrizione di Catanzaro, Luigi Palmieri, denunciandolo per attività clandestina fascista. Palmieri subentrò, ma fu espulso dal partito. Filosa tornò deputato alle elezioni del 1953, sempre con il MSI. 
Nella seconda legislatura si unì al gruppo del Movimento Sociale, ma se ne distaccò nel luglio del 1957 per tornare nel gruppo misto. Nel 1958 si candidò alla Camera nel Partito nazionale del lavoro, nella circoscrizione di Caserta, ma non fu eletto. Negli anni ’70 si riavvicinò al Movimento Sociale Italiano e nel 1972 fu indicato tra i probabili candidati nel collegio senatoriale di Cosenza.
Filosa continuò a seguire la politica nazionale, svolse attività di pubblicista in alcuni giornali locali (come Il Guiscardo e L’Arrotino) ma tornò principalmente a svolgere la sua professione di avvocato.